# ۱۱۱ (میلادی)

## رویدادها
- سنگوتووان شاهنشاه جنوب هند به کوش حمله برد و کانیشکا و برادرش ویجایه را در کویلالووام (نزدیک ماتورا) را شکست داد.

## زادروزها
- آنتونیوس، معشوق هادریان، امپراتور روم.